# Puliszka

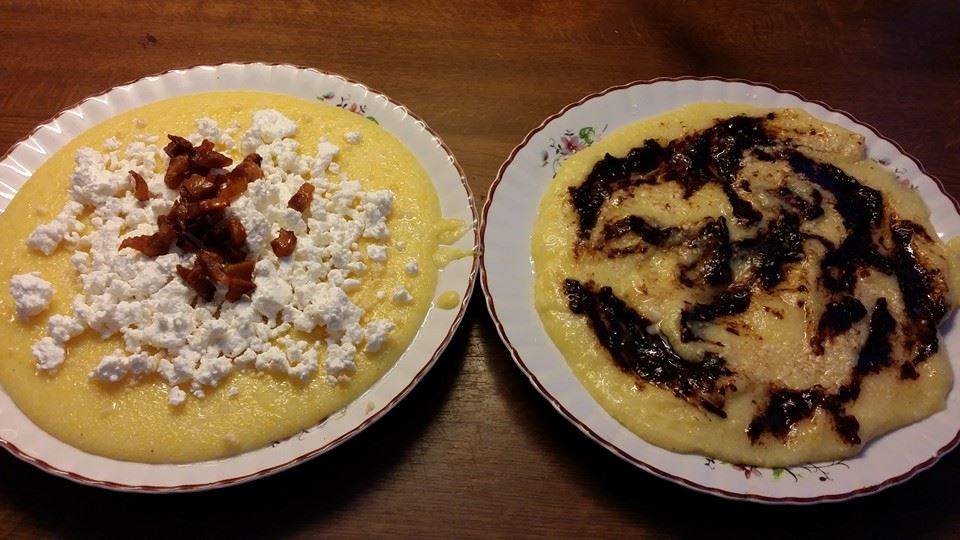
Túrós-szalonnás és lekváros puliszka Szabolcs-Szatmár-Bereg vármegyéből

A puliszka (románul mămăligă, erdélyi szász nyelven Palukes) kukoricalisztből vagy -darából készült kásás étel, amelynek neve a 17. század végén jelent meg a magyar nyelvben, eredete nem tisztázott. Származhat a latin pollis (finom liszt) vagy a puls (sűrű pép, kása) szavakból, és talán a diáknyelvből kerülhetett a köznyelvbe. Eredetileg hajdinából készült; kukoricadarából főtt ételként először 1708-ban, Pápai Páriz Ferenc szótárában jelent meg. Hazánkban ismert még kukoricagánica, kukoricamálé, ganca, keményebb sült változata a görhe, illetve újabban polenta néven – utóbbi elnevezés olasz eredetű, amelyet többek között az angol nyelv is átvett.
A magyar, román, erdélyi szász, szlovén, bolgár, ukrán hagyományos étkezésben egyaránt megtalálható; régebben az erdélyi szegény emberek fő tápláléka. Reggelinél, vacsoránál ez volt a főétel, ebédnél köretként ették. Kemény változatát hidegen tarisznyába csomagolták, útravalónak, mezei, illetve erdei munkákhoz.

## Elkészítése
Az elkészítési módja nagyon egyszerű: a kukoricalisztet vagy -darát sós vízben vagy tejben megfőzik. A víz vagy tej mennyiségétől függően a puliszka kemény, félkemény vagy híg lesz. Ehető köretként (az erdélyi magyarok például paprikás csirke mellé, a románok töltött káposzta mellé), juhtúróval rétegesen összerakva, tehéntúróval-tejföllel ízesítve. A Dél-Alföldön édesen, cukorral, fahéjjal és szentjánoskenyérrel, egyes területeken lekvárral, esetleg pirított morzsával is fogyasztják.

## Felhasználása
Könnyű, kalóriaszegény étel; egy erdélyi szász szólás szerint „aki azt vacsorázik, lábujjhegyen osonjon ágyba, nehogy útközben megéhezzék”. A 19. században azokban az országokban, ahol a szegény néprétegek szinte kizárólag kukoricából készült ételekkel táplálkoztak, (például Ausztria, Románia, Olaszország, Spanyolország, Magyarország) a pellagra nevű hiánybetegség terjedt el.
A puliszka, miután a 20. század során a városi lakosság körében csaknem feledésbe merült, napjainkban ismét egyre ismertebbé és népszerűbbé válik, ami elsősorban a reformtáplálkozás térhódításával hozható összefüggésbe. Kedvelői a sós, zöldséges változatok mellett édeskásaként is fogyasztják, kukoricadara helyett gyakran kukoricalisztből készítve. Köretként hazánkban is számos étteremben kapható, főként – az előkelőbbnek vélt olasz vonatkozás miatt vonzóbbnak ítélt – polenta néven. Emellett, mivel a búzával és rozzsal ellentétben nem tartalmaz sikért (glutént), a lisztérzékeny személyek táplálkozásában is fontos szerepet tölthet be. Jelentősége ismert még a csecsemőélelmezésben is – a sikértartalmú gabonák helyett felhasználva segíthet megelőzni a lisztérzékenység kialakulását.
Az ételt a dél-amerikai indiánok is ismerték, ők a vízbe áztatott kukoricához fahamut kevertek, így a kukoricamag kemény héja megpuhult, és könnyebben felszabadult a kukoricában lévő kevés niacin, így körükben nem alakult ki B3-vitamin-hiány és az ez által okozott pellagra.